# Nina Genke-Meller
Nina Henrichovna Genke, luego conocida como Nina Henrichovna Genke-Meller o Nina Henrichovna Henke-Meller (en ruso: Нина Генке-Меллер; en ucraniano: Ніна Генріхівна Генке-Меллер; Moscú, 19 de abril de 1893 - Kiev, 25 de julio de 1954) fue una artista de vanguardia, diseñadora, artista gráfico y escenógrafa ruso-ucraniana englobada en los movimientos de Suprematismo y Futurismo.

## Biografía
Nina Genke nació en Moscú en 1893 de padre holandés, Genrij Genke, y madre rusa, Nadezhda Tijanova.  Se casó con el artista Vadim Meller (1884-1962).

En 1912 se graduó en el Gimnasio Privado Levandovskaya de Kyiv. Recibió un título para enseñar lengua e historia rusa. Al año siguiente comenzó a enseñar historia, geografía y dibujo en la Escuela Primaria Superior para Mujeres de Skoptsi.  En Skoptsi conoció a la artista Yevgenia Pribilska, que dirigía el estudio de arte en un centro folclórico, y ella misma se inspiró aún más para convertirse en artista. En 1914, Genke comenzó a asistir al estudio de Aleksandra Ekster en Kiev para su educación artística, convirtiéndose en asistente en el estudio de Ekster entre 1915 y 1917. Al mismo tiempo trabajó como artista en el Centro Folclórico del pueblo de Skoptsi (Skoptsy), supervisado por Yevgeniya Pribilskaya y en Verbovka o el Centro Folclórico del pueblo de Verbovka, fundado por N. Davidova.

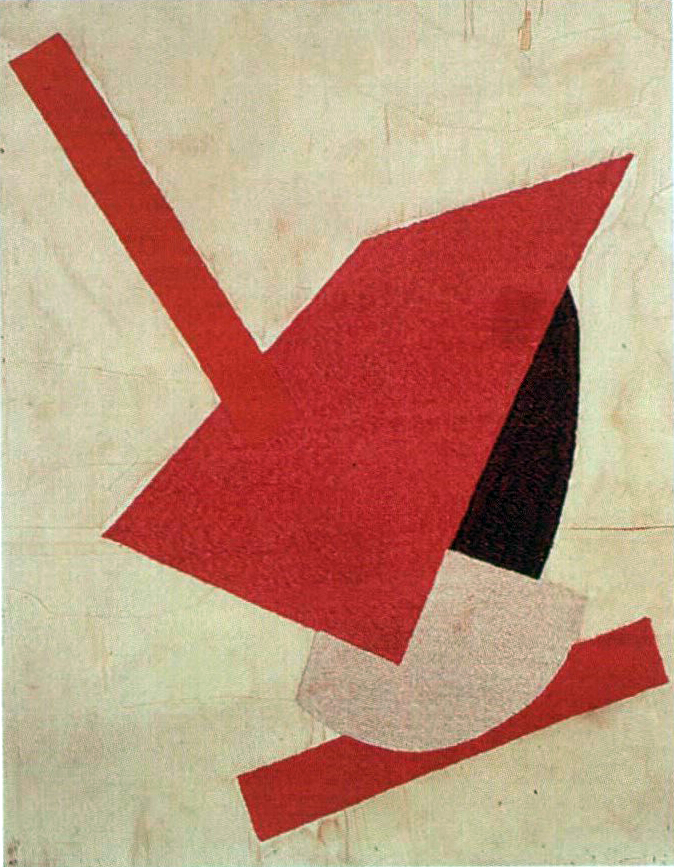
Composición suprematista, 1915

Nina Genke estaba estrechamente vinculada con el grupo Supremus, liderado por Kazimir Malévich, el fundador del suprematismo.  Desde 1915 Genke trabajó como director y artista principal del Centro Folclórico del pueblo de Verbovka (óblast de Kiev). Atrajo a famosos artistas de vanguardia como Kazimir Malévich, Nadezhda Udaltsova, Aleksandra Ekster, Iván Kliun, Iván Puni, Liubov Popova, Olga Rozanova, Ksenia Boguslavskaya y otros a la cooperativa de artesanos campesinos creativos.  Entre 1915 y 1916, participó en la creación de la obra Kamira Kifared (IF Annenskiy) para el teatro Kamerny de Moscú, impartió clases de dibujo en el Gimnasio Privado Kruger, colaboró en un gran panel con la artista Katria Vasilieva, fue miembro del Centro Folclórico de Kiev y dirigió el comité de Kiev de la Unión Panrusa de Zemstvos. Junto con el grupo de artistas supremacistas, creó una red de estudios artísticos e industriales para apoyar el arte popular en las regiones de Ternópil, Kolomyia, Chortkiv y Chernivtsí.
Poco después de la revolución de pctubre de 1917, Nina Genke participó en la decoración de las calles de Kiev y Odesa para las festividades de la Revolución junto con Aleksandra Ekster y Clemente Redko, y comenzó a diseñar espectáculos grandiosos y un libro sobre diseño gráfico.  Genke fue el artista principal de la editorial futurista Golfstream, dirigida por el poeta futurista ucraniano Mijailo Semenko.  Al mismo tiempo trabajó como artista gráfica. En 1923, ilustró la Colección de Octubre de los Panfuturistas y estableció una simbiosis entre el cartel y la poesía. De 1920 a 1924 enseñó arte en el Estudio del Centro Estatal de Ucrania. En 1924 se trasladó a Moscú, donde trabajó como escenógrafa, diseñadora de porcelana (sobre todo platos) y en la fabricación de papel pintado. Genke también ocupó el cargo de director adjunto del Comité de Bellas Artes de Vserabis . Más tarde, Genke trabajó como diseñadora de interiores, escenógrafa y supervisora de instituciones de artes decorativas y aplicadas. 
Nina Genke-Meller murió en Kiev en 1954.